# Soka Gakkai International
Soka Gakkai International (創価学会, âm Hán-Việt: Sáng Giá Học hội Quốc tế; thường viết tắt là SGI) là một tổ chức Phật giáo quốc tế thuộc tông phái Nichiren do Daisaku Ikeda thành lập năm 1975. SGI là tổ chức giáo dân Phật giáo lớn nhất thế giới, với khoảng 12 triệu học viên Phật giáo Nichiren ở 192 quốc gia và khu vực. Nó đặc trưng cho bản thân như một mạng lưới hỗ trợ cho các học viên của Phật giáo Nichiren và một phong trào Phật giáo toàn cầu về "hòa bình, giáo dục và trao đổi văn hóa." 
SGI là một tổ chức phi chính phủ (NGO) có tư cách tham vấn với UNESCO từ năm 1983.

## Lịch sử
Soka Gakkai International (SGI) được thành lập tại một hội nghị hòa bình thế giới của Phật tử Nichiren vào ngày 26 tháng 1 năm 1975, trên đảo Guam. Đại diện của 51 quốc gia đã tham dự cuộc họp và chọn Daisaku Ikeda, người từng là chủ tịch thứ ba của tổ chức Phật giáo Nhật Bản Soka Gakkai, để trở thành chủ tịch sáng lập của SGI.
SGI được tạo ra như một phần của phong trào hòa bình quốc tế mới, và cuộc họp thành lập của nó đã được tổ chức tại đảo Guam trong một cử chỉ mang tính biểu tượng liên quan đến lịch sử của đảo Guam là nơi diễn ra một số trận chiến đẫm máu nhất trong Thế chiến II và gần đảo Tinian, nơi phát động của bom nguyên tử thả xuống thành phố Hiroshima và Nagasaki, Nhật Bản. 
Sự mở rộng toàn cầu ban đầu của Soka Gakkai bắt đầu sau Thế chiến II, khi một số thành viên Soka Gakkai kết hôn với hầu hết quân nhân Mỹ và rời khỏi Nhật Bản. Những nỗ lực mở rộng đã tăng thêm vào năm 1960 khi Daisaku Ikeda kế nhiệm Jōsei Toda với tư cách là chủ tịch của Soka Gakkai.  Trong năm đầu tiên của nhiệm kỳ tổng thống, Ikeda đã đến thăm Hoa Kỳ, Canada và Brazil và trụ sở chính đầu tiên tại Mỹ của Soka Gakkai chính thức khai trương tại Los Angeles vào năm 1963. 
Năm 2000, Uruguay vinh danh kỷ niệm 25 năm thành lập SGI với một con tem bưu chính kỷ niệm. Con tem được phát hành vào ngày 2 tháng 10, kỷ niệm chuyến đi nước ngoài đầu tiên của Chủ tịch SGI Ikeda vào năm 1960.
Vào tháng 1 năm 2015, giám đốc của Viện nghiên cứu hòa bình Oslo đã báo cáo rằng SGI đã được đề cử giải Nobel Hòa bình năm 2015, như được xác nhận bởi một người đoạt giải Nobel Hòa bình. 
Vào tháng 5 năm 2015, SGI-USA là một trong những nhóm tổ chức cho hội nghị Phật giáo đầu tiên tại Nhà Trắng. 
Vào tháng 6 năm 2015, SGI-Italy đã được chính phủ Ý công nhận với một thỏa thuận đặc biệt theo Điều 8 của Hiến pháp Ý, thừa nhận đây là tôn giáo chính thức của Ý và đủ điều kiện nhận tài trợ của người nộp thuế trực tiếp cho các hoạt động tôn giáo và xã hội. Nó cũng công nhận Soka Gakkai là một "Concordat" (Nó: "Intesa") cho phép tình trạng tôn giáo trong "một" câu lạc bộ "mệnh giá đặc biệt được chính phủ tham khảo trong một số trường hợp, được phép bổ nhiệm các giáo sĩ trong quân đội - một điều phối viên không cần thiết cho việc bổ nhiệm các giáo sĩ trong bệnh viện và nhà tù - và, có lẽ quan trọng hơn, được tài trợ một phần bằng tiền của người nộp thuế. " Mười một giáo phái tôn giáo khác có chung trạng thái này.

## Tổ chức
Soka Gakkai International bao gồm một mạng lưới các tổ chức liên kết toàn cầu. Tính đến năm 2011, SGI đã báo cáo các tổ chức quốc gia đang hoạt động tại 192 quốc gia và vùng lãnh thổ với tổng số khoảng 12 triệu thành viên. SGI độc lập với Soka Gakkai (tổ chức nội địa Nhật Bản), mặc dù cả hai đều có trụ sở tại Tokyo.